# L'estate tutto l'anno
L'estate tutto l'anno è un singolo del gruppo musicale italiano Le Deva, pubblicato il 18 maggio 2018.

## Descrizione
Il brano è stato scritto da Oscar Gioffrè, Livio Perrotta, Roberto Gallo Salsotto, Marco Rettani e Stefano Paviani.

## Classifiche
| Classifica (2017)         | Posizione massima |
| ------------------------- | ----------------- |
| Italia (airplay)          | 100               |
| Italia (airplay italiane) | 51                |

## Tracce
Download digitale
1. L'estate tutto l'anno – 3:42

## Video musicale
Il videoclip, diretto da Francesco Ferri Faggioli, è stato girato a Los Angeles ed è stato pubblicato il 17 maggio 2018 su YouTube.